# Drive Me Home
Drive Me Home (noto anche con il titolo Drive Me Home - Portami a casa) è un film italiano del 2018 diretto da Simone Catania.
Ha ricevuto il premio per la migliore opera prima in occasione dei Premi Flaiano 2020.

## Trama
Amici per la pelle, Antonio e Agostino crescono insieme in un piccolo paesino siciliano incastrato tra le montagne, sognando una vita diversa, altrove.
Ormai trentenni, entrambi vivono all'estero, uno lavora come cameriere e l'altro come camionista ma non si vedono né si sentono da anni. Quando Antonio scopre che la sua casa natia, abbandonata da molto tempo, sta per essere venduta all'asta, decide di partire per incontrare Agostino, il suo amico d'infanzia, con l'intento di coinvolgerlo per non farsi sottrarre quella casa. Ne nasce un viaggio attraverso l'Europa dove i protagonisti riscopriranno la loro amicizia e rimetteranno in discussione le loro vite.

## Distribuzione
È stato presentato in anteprima 27 novembre 2018 al Torino Film Festival. È stato distribuito nelle sale cinematografiche italiane il 26 settembre 2019 distribuito da Europictures.